# Zamek Piastowski w Legnicy

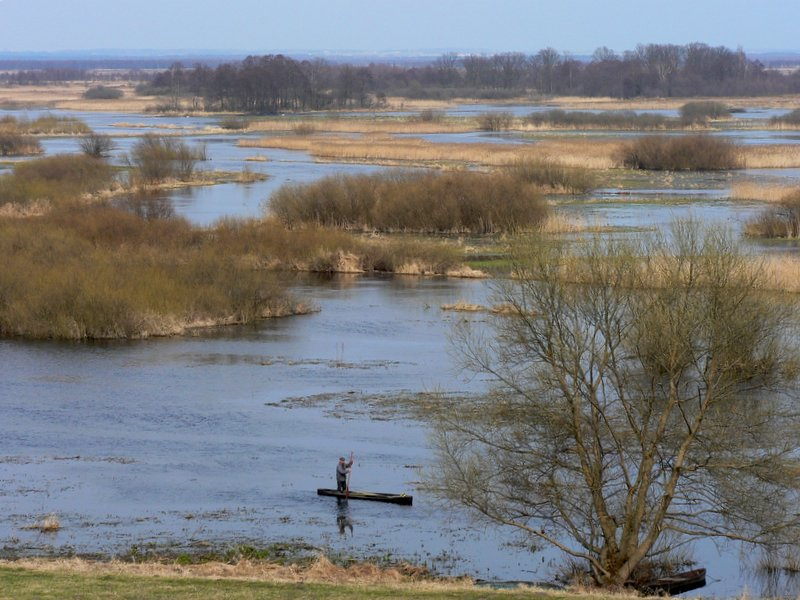
Potężniejsze niż dziś Kaczawa i Czarna Woda licznymi odnogami oblewały rozległy obszar.

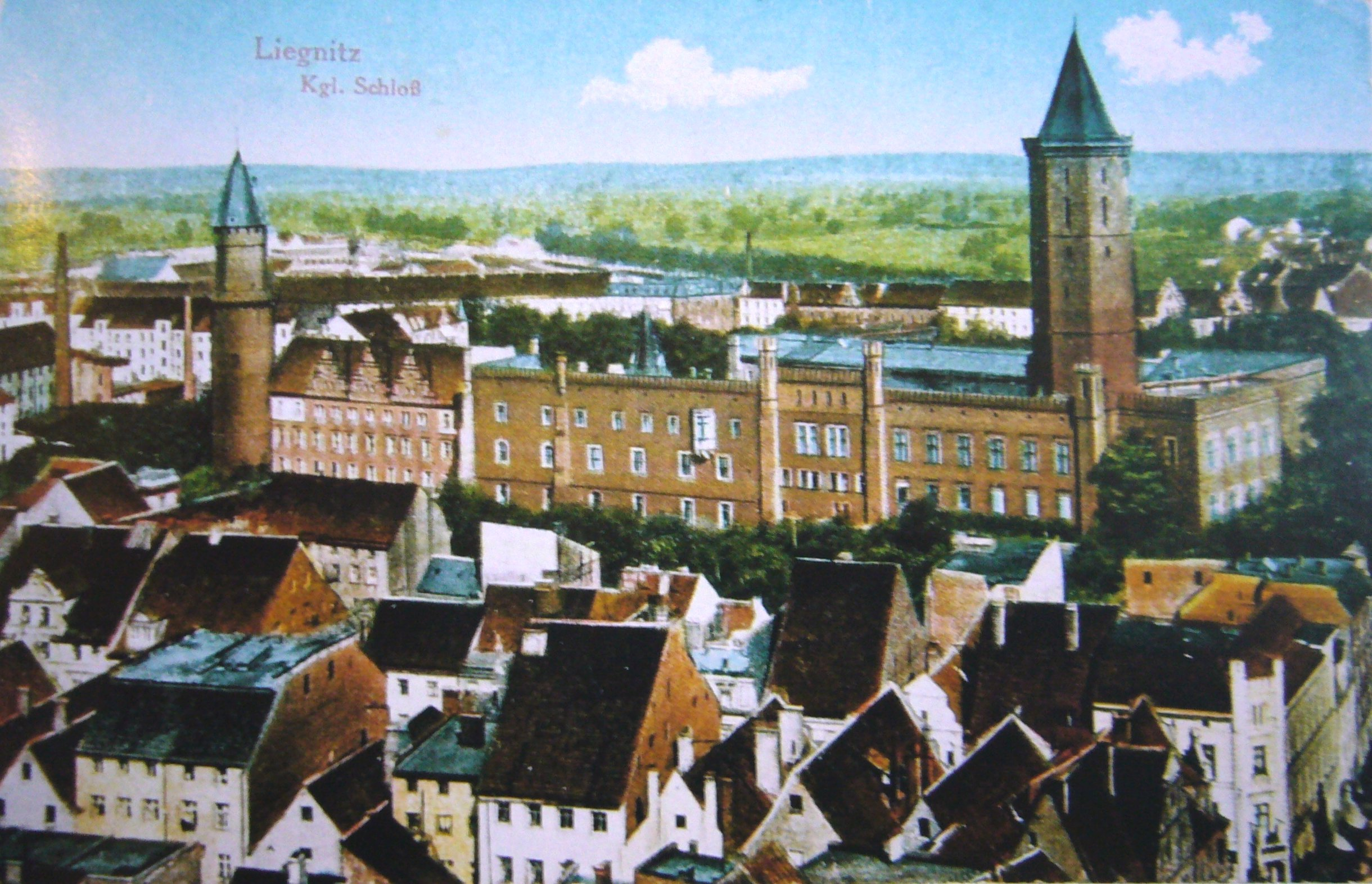
Widok na zamek z wieży kościoła N.M.P, początek XX w.

Zamek Piastowski w Legnicy – jeden z najstarszych zamków znajdujących się na terenie Polski, zbudowany przez księcia Bolesława I Wysokiego w 2 połowie XII wieku i Henryka Brodatego w 1 połowie XIII wieku. Następnie przebudowany w późniejszych wiekach.

## Historia

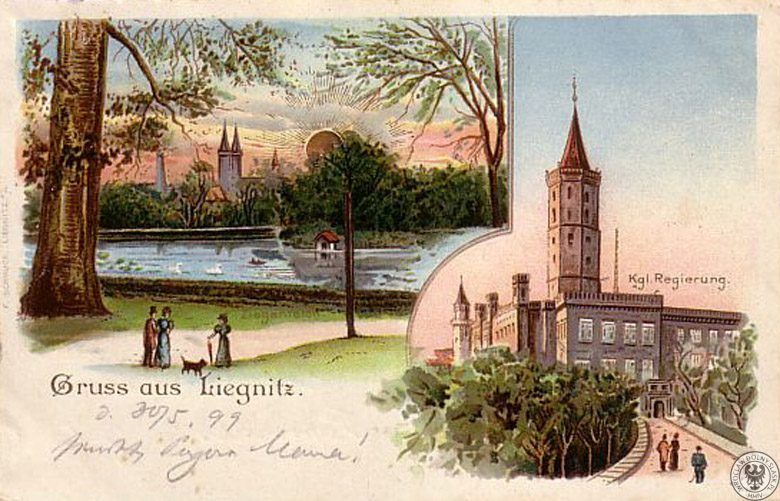
Zamek Piastowski w Legnicy na karcie pocztowej z 1899 r

### Gród Mieszka I
W VIII wieku, pośród rozlewisk Pojezierza Legnickiego, w miejscu gdzie łączyły się Czarna Woda i Kaczawa, powstał obronny gród. Został zbudowany przypuszczalnie przez plemię Trzebowian i był on razem z grodami w Jaworze i Duninie nad Nysą Szaloną miejscem obrony i kontroli ziem plemienia.
Badania dendrochronologiczne dowodzą, że w czasach panowania Mieszka I zbudowano tu około 985 roku nowy gród w formie tzw. "grodu piastowskiego" (stało się to jednocześnie wraz z budową grodów we Wrocławiu i Opolu). Budowa nowego grodu miała zabezpieczyć tereny Śląska przyłączone właśnie wtedy do państwa Piastów. Istnienie grodu w Legnicy pod koniec X wieku potwierdziły badania archeologiczne. Pełnił on m.in. funkcję administracyjną jako miejsce pobierania danin oraz magazynową.

### XII/XIII wiek - zamek romański
Z 1149 r. pochodzi zapiska o istnieniu na terenie grodu kaplicy św. Benedykta. Na miejscu drewnianego grodu wspominanego też za czasów Bolesława Kędzierzawego, w końcu XII wieku Bolesław I Wysoki wzniósł zamek z wieżą Piotra, który obok zamku we Wleniu, był pierwszym murowanym zamkiem na ziemiach polskich. W roku 1172, podczas buntu Jarosława – syna Bolesława I – zamek został spalony. W 1202 roku wymieniony został w dokumentach kasztelan grodu w Legnicy o imieniu Stefan (Stephanus castellanus Legnicensis), a kolejnym kasztelanem był Piotr, od którego imienia być może nazwę otrzymała jedna z wież. W XIII wieku, w czasach panowania Henryka Brodatego, zamek został rozbudowany o wieżę św. Jadwigi, kaplicę, okazały pałac (palatium) oraz nowe wały drewniano-ziemne. Wzgórze zamkowe podzielone było na dwie części: główną, w której znajdowała się rezydencja książęca wraz z kaplicą i wieżą Piotra, oraz drugą o charakterze gospodarczo-administracyjnym, w którym zapewne umiejscowiono dom kasztelana, budynki gospodarcze oraz strzegącą bramy wjazdowej na podgrodzie wieżę, nazwaną potem wieżą św. Jadwigi.
Dla Bolesława I Wysokiego i jego syna Henryka pałac na zamku w Legnicy był główną rezydencją, obaj książęta spędzali w zamku dużo czasu, rozporządzając stąd całością swego władztwa.
W 1241 roku warownia skutecznie obroniła się przed oblegającymi go Mongołami. Zamek książęcy w Legnicy był w XII i XIII wieku jedną z dwóch głównych rezydencji władców Śląska.

### XV wiek - zamek gotycki
Na początku wieku XV przeprowadzono przebudowę zamku z inicjatywy księcia Ludwika II brzeskiego, a swój ważny tu wkład miał sprowadzony z Francji ekspert zwany Mistrzem z St. Denis - przedstawiciel stylu Flamboyant. On to nadbudował obie wieże w stylu gotyckim. Po 1460 roku przebudowano romański pałac w stylu gotyckim, całkowicie go przekształcając.

### XVI wiek - zamek renesansowy
W latach 1530–1533 przebudowę renesansową przeprowadził książę Fryderyk II legnicki. W tym czasie zbudowano nową renesansową bramę, po przeciwnej stronie do poprzedniego wjazdu na zamek. Z tego też okresu pochodził nowy system fortyfikacyjny zamku i miasta, a mianowicie wały ziemne, fosy i cztery basteje narożne. Rozbudowę zamku częściowo umożliwiał materiał budowlany uzyskany z rozbiórki kolegiaty Grobu Bożego, jak też z rozbiórek mniej znacznych kaplic i kościołów poza murami miasta Legnicy, zburzonych w celu oczyszczenia przedpola przed nowymi fortyfikacjami bastejowymi.
Częstym gościem u ks. Fryderyka II na zamku legnickim był Zygmunt Jagiellończyk, znany jako późniejszy król Polski Zygmunt I Stary, który na przykład na zamku gościł w 1505 roku. W dniu 24 czerwca 1454 roku doszło w Legnicy do rozruchów społecznych przeciwko dążącym do włączenia Legnicy do Czech bogatym mieszczanom, w wyniku czego rzemieślnicy i pospólstwo zajęli zamek i zabili starostę króla czeskiego Protezky'ego von Kunstadt oraz za zdradę Piastów ścięto burmistrza Ambrożego Bitschena. W roku 1560 odbyło się na zamku huczne wesele księcia Henryka XI z Zofią, córką margrabiego Jerzego Hohenzollerna. Na wesele zaproszono bardzo wielu gości, a dla jego uświetnienia zorganizowano turniej rycerski i gonitwy. Gdy cesarz Maksymilian II przyjechał na Śląsk, aby odebrać hołd stanów śląskich, Henryk XI zaprosił go do Legnicy. Wraz z cesarzem przyjechało do Legnicy 2 tys. osób, a przyjęcie na zamku trwało 5 dni.

### XVII/XVIII wiek - barok
W 1618 roku książę Jerzy Rudolf rozpoczął rozbudowę wschodniego i północnego skrzydła zamku. W związku z pracami budowlanymi w 1621 roku rozebrano romańską kaplicę św. Benedykta i Wawrzyńca z XIII wieku. W 1656 roku powstała na zamku nowa kaplica katolicka. W 1660 roku od strony północnej zbudowano nową Bramę Lubińską, wzmacniając ją przedbramiem i małą basteją. Po wymarciu linii Piastów w zamku od 1675 rezydowali namiestnicy Habsburgów. Jeden z nich, Johann Christoph Zierowski (1693) przyczynia się w dużej mierze do renowacji i poszerzenia zamku. Zmiany te jednak, jak i późniejsza działalność architektoniczna, nie naruszyły dwudziedzińcowego układu przestrzennego zamku. W tej postaci dotrwał do pierwszej dekady XVIII wieku, kiedy to wielki pożar w 1711 roku zniszczył książęcą kaplicę przy bramie Lubińskiej, stojącą przy niej starą romańską wieżę oraz skrzydła północne i wschodnie.
Odbudowa, która nastąpiła po pożarze, nadała zamkowi charakter barokowego pałacu. Nie odbudowano już Wieży Lubińskiej ani kaplicy. Elewacje podzielono pilastrami, oddzielającymi okna ujęte parami we wspólne uchate obramienia. Parter oddzielony gzymsem od pięter stanowił cokół. Nad oknami pierwszego piętra umieszczono gzymsy o barokowej, dekoracyjnej formie, sygnalizujące reprezentacyjny charakter tej kondygnacji.
W roku 1740, po zdobyciu Legnicy przez króla Prus Fryderyka II Wielkiego, zarządzona została rozbiórka twierdzy – poprzestano jednak tylko na zasypaniu fos, zburzeniu mostu zwodzonego oraz przeznaczeniu budynków na cele administracyjno-magazynowe.

### XIX wiek - neogotyk
Kolejne pożary dotykały zamek w latach 1835 i 1840. W 1840 roku rozpoczęła się odbudowa zamku, która przebiegała w kilku etapach, w latach 1846,1866/67 i 1879, by w efekcie nadać całej architekturze romantycznej charakter neogotycki. W trakcie przebudowy zamku poszczególne skrzydła zamku zmieniły funkcję, przekonstruowano wnętrza, wprowadzono nowe klatki schodowe, zmieniono elewacje zewnętrzne, zwieńczono krenelażem. Galeria dzieląca oba dziedzińce otrzymała formę neorenesansową o silnie rysującym się porządku jońskim. Stojąca na osi dawna wieża zegarowa przybrała stylistykę neoromańską.
Wjazd do zamku przeniesiono i przeprowadzono od wschodu, u stóp wieży Piotra. Brama wałowa podzielona na przejazd i przejście dla pieszych, z dwóch stron fasada bramy podparta jest dwoma zeskarpowanymi murami. Wewnątrz jednego z nich (północnego) znajdowało się zejście do podziemnych kazamat. Na wysokości fryzu bramy, nad skośnymi murami znajdują się dwie strzelnice na działa, o oryginalnym wykroju w kształcie spłaszczonego serca. Poza wystrojem bramy nie zachowały się żadne widoczne ślady wystroju architektonicznego z tego okresu.

### XX wiek
Pod koniec XIX wieku budynek cekhauzu (arsenału) przy Wieży św. Jadwigi nadbudowano i ozdobiono neorenesansowymi szczytami. Do 1945 r. w murach zamku siedzibę miały władze rejencji legnickiej. W lutym 1945 roku po zajęciu miasta zamek został podpalony przez żołnierzy Armii Czerwonej. Między innymi zamek stracił w wyniku tego zdarzenia wszystkie dachy. Odbudowany w latach sześćdziesiątych XX wieku, został oddany na użytek szkolnictwu. W latach 1958–1964 przeprowadzono na terenie zamku wykopaliska archeologiczne.

## Architektura zamku
Zamek Piastowski w Legnicy jest budowlą zasługującą na miano „castrum” jako pierwsza murowana warownia na ziemiach polskich (obok zamku we Wleniu). Wzniesiony został na terenie dawnego grodu drewniano-ziemnego.
Palatium – Większość obszaru dziedzińca zamkowego po stronie południowej zajmuje palatium zbudowane pierwotnie przez księcia Henryka Brodatego w XIII wieku stylu romańskim. Palatium zostało wybudowane na planie prostokąta o wymiarach 16,15 × 61,5 m. Do budowy palatium użyto cegieł, obramowania okien oraz drzwi zostały wykute w piaskowcu. Pierwotnie wysokość palatium wynosiła ok. 12 m, budowla była przykryta wysokim dwuspadowym dachem, krytym prawdopodobnie gontami. Do dzisiaj widoczne są wyraźne ślady pierwotnego podziału palatium na trzy kondygnacje. Najwyższa kondygnacja była najważniejsza, mieściła się tam aula książęca i apartamenty księcia Henryka Brodatego i jego następców. Wszystkie kondygnacje były przykryte stropami. Dyskusyjne jest, czy z palatium prowadziło przejście do romańskiej kaplicy św. Benedykta i Wawrzyńca. W XV wieku palatium przebudowano w stylu gotyckim, co zatarło jego pierwotny, romański kształt.
Wieża Piotra została zbudowana wcześniej, a okrągła wieża św. Jadwigi, zostały wybudowane równocześnie z romańskim pałacem-palatium. Są one jednymi z pierwszych tego typu wież obronnych w architekturze zamkowej w Polsce.
Wieża Piotra – w dolnej części okrągła, a powyżej ośmiokątna wieża typu bergfried o średnicy wewnętrznej ok. 6 metrów i grubości murów 4,50 m, wznosi się ok. 14 m na wschód od pałacu. Romańska część z końca XII wieku zachowała się do trzeciego piętra i jest to najstarsza część zamku. Początkowo wieża była niższa i mierzyła 25 m, lecz w XV wieku została nadbudowana. Na wieży Piotra wkrótce zostanie udostępniony taras widokowy, otoczony ażurowo rzeźbionymi balustradami z piaskowca.
Wieża św. Jadwigi – okrągła wieża została wzniesiona na obszarze podgrodzia zamkowego. Średnica wewnętrzna ok. 6 m, grubość murów 2,5 m. Najstarsza jej romańska część z XIII wieku zachowała się do trzeciego piętra. Początkową jej funkcją była ochrona głównego wjazdu na zamek przez podgrodzie, który to wjazd został w XVI w. zastąpiony nową bramą reprezentacyjną z drugiej strony, w związku z renesansową przebudową rezydencji książęcej. Pierwotnie wysokość wieży wynosiła 13 m, ale w XV wieku została nadbudowana. W podziemiu mieściło się więzienie, natomiast na wyższej kondygnacji znajduje się mieszkalna Zielona Komnata z dekoracją z około 1500 roku, z kominkiem i kamiennymi siedziskami.
Wieża Lubińska – na rzucie kwadratu o boku 4,60 m i grubości murów 1 m. Zlokalizowana od północy, strzegła dawnej bramy i wjazdu na zamek z podgrodzia. Do wieży przylegał wczesny mur zamkowy. Obecnie jej pozostałością jest tylko naroże z cegły o wątku wendyjskim.
Główna brama – od wschodu, od strony Placu Zamkowego. Powstała pierwotnie w XV wieku. W obecnej formie zbudowana w 1532 roku przez budowniczego Jerzego z Ambergu. Zdobiona jest rzeźbionymi w piaskowcu medalionami piastowskiego księcia Fryderyka II legnickiego i jego żony oraz misternie wykonanymi motywami roślinnymi w stylu renesansowym. Zdobienia bramy uchodzą za najlepszy przykład renesansowej sztuki snycerskiej w Legnicy.
Łącznik – znajdujący się w południowej części dziedzińca, łączący dwa przeciwległe skrzydła zamku.
Łącznik zbudowany został pod koniec XIX w. w stylu neogotyckim, o czym świadczą kolumienki oraz wypukłe elementy elewacji, pomalowane w dwóch kolorach. Obecnie w tej części zamku znajduje się biblioteka Nauczycielskiego Kolegium Języków Obcych w Legnicy.
Wieża Zegarowa – niewysoka wieża zbudowana w 1621 lub 1674 roku. Powstała w ciągu galerii pomiędzy dziedzińcami i posiadała pierwotnie barokowy hełm. Wieża została przebudowana w XIX wieku w stylu neoromańskim.

## Romańska kaplica św. Benedykta i Wawrzyńca
Na dziedzińcu w specjalnie wybudowanym pawilonie znajdują się kamienno-ceglane relikty odkrytej podczas prac archeologicznych romańskiej kaplicy św. Benedykta i Wawrzyńca. Kaplica powstała w okresie rządów Henryka I Brodatego około lat 1220-1240. Do kaplicy tej prowadziło być może przejście z palatium, a jej wnętrze było bogato dekorowane. Orientowaną na wschód kaplicę założono na planie dwunastoboku, z sześcioma dużymi ﬁlarami wewnętrznymi, które wydzielały niewielką przestrzeń pośrodku. Szerokość kaplicy wynosiła 11 m. Zwieńczenie kaplicy miało formę wysokiego dachu namiotowego z latarnią. Nie jest rozstrzygnięte wśród naukowców czy kaplica miała jedną czy dwie kondygnacje. W 1149 roku książę Bolesław Kędzierzawy nadał kaplicę klasztorowi św. Benedykta na Ołbinie we Wrocławiu. W 1330 kaplicę nadano cystersom z Lubiąża. W 1621 roku podczas rozbudowy zamku kaplicę rozebrano.

## Zamek dziś
W 2009 roku zaczęła się rewitalizacja zamku, jako pierwsze będą remontowane wieże Piotra i św. Jadwigi oraz dach. Nastąpi również udostępnienie wież zwiedzającym.
Obecnie w zamku mieszczą się siedziby następujących szkół: Nauczycielskiego Kolegium Języków Obcych, Wojskowej Szkoły Średniej im. Zawiszy Czarnego. Przy NKJO działają Dom Słuchacza i Centrum Informacji Językowo-Metodycznej.
CIJM (Centrum Informacji Językowo-Metodycznej) powstało w 1990 roku w celu wspierania procesu dydaktycznego szkoły. Biblioteka współpracuje z wieloma specjalistycznymi ośrodkami, które kształcą nauczycieli w kraju i granicą.
Przy NKJO działają trzy pracownie doskonalenia nauczycieli języków obcych:
PDNJO (Pracownia Doskonalenia Nauczycieli Języków Obcych) działa przy NKJO od 2000 roku. Jej zadaniem jest organizowanie kursów i warsztatów metodycznych dla nauczycieli języków obcych.
INSETT (In-service Teacher Training) działa przy NKJO od października 1996, stanowi część Programu Doskonalenia Nauczycieli Języka Angielskiego. Działalność programu INSETT Region Legnica obejmuje nauczycieli języka angielskiego w szkołach na terenie województwa dolnośląskiego i opolskiego.
Projekt COFRAN powstał w 2002 roku i jest częścią ogólnopolskiego programu doskonalenia nauczycieli języka francuskiego CONCORDE.

## Zamek Piastowski – legenda
Jak prawie każdy zamek, również Zamek Piastowski posiada swoje legendy. Przede wszystkim dwie wieże: wieża św. Jadwigi oraz Piotra są tematem podań tutejszych mieszkańców. Wieża św. Jadwigi nazwana została imieniem księżnej, która przebywała w niej przyjeżdżając do Legnicy. Podobno podziemia wieży sięgają tak daleko w głąb, jak wysoko jej mury sięgają nad ziemią. Księżna Jadwiga spędzała tam większość czasu, oddając się modlitwom oraz rozmowom z aniołami.
Legenda dotycząca wieży Piotra opowiada o nieposłusznym rycerzu Ottonie von Hohen, któremu władca wydał rozkaz dostarczania jedzenia skazańcowi uwięzionemu w wieży. Jednak rycerz Otton, znany ze swoich hulaszczych zapędów, w krótkim czasie roztrwonił pieniądze przeznaczone na żywność dla skazańca. Gdy władca wrócił z podróży, dowiedział się, że więzień został niesłusznie wtrącony do lochu i nakazał uwolnić pazia. Jednak w wieży znaleziono tylko zwłoki pazia, który pod nieobecność księcia zmarł z głodu i pragnienia. Wiadomość ta bardzo rozgniewała władcę. Kazał on wtrącić do wieży nieposłusznego rycerza Ottona i skazał go na śmierć głodową. Skazany rycerz Otto von Hohen, zamknięty wraz z rozkładającymi się zwłokami pazia Sławka, nie przeżył w lochu nawet 10 dni. Zawodził głośno dniami i nocami, prosząc o litość i uwolnienie, jednak książę był niewzruszony. Pochowano ich obu we wspólnym grobie. Od tego dnia duch rycerza Ottona zaczął straszyć na uliczkach grodu. Mieszkający w pobliżu zamku twierdzą, że do dziś można usłyszeć w nocy jęki dochodzące z lochu pod wieżą Piotra. Wieża ta została na pamiątkę tamtego wydarzenia nazwana Głodową. Obie nazwy funkcjonują do dziś.

## Galeria

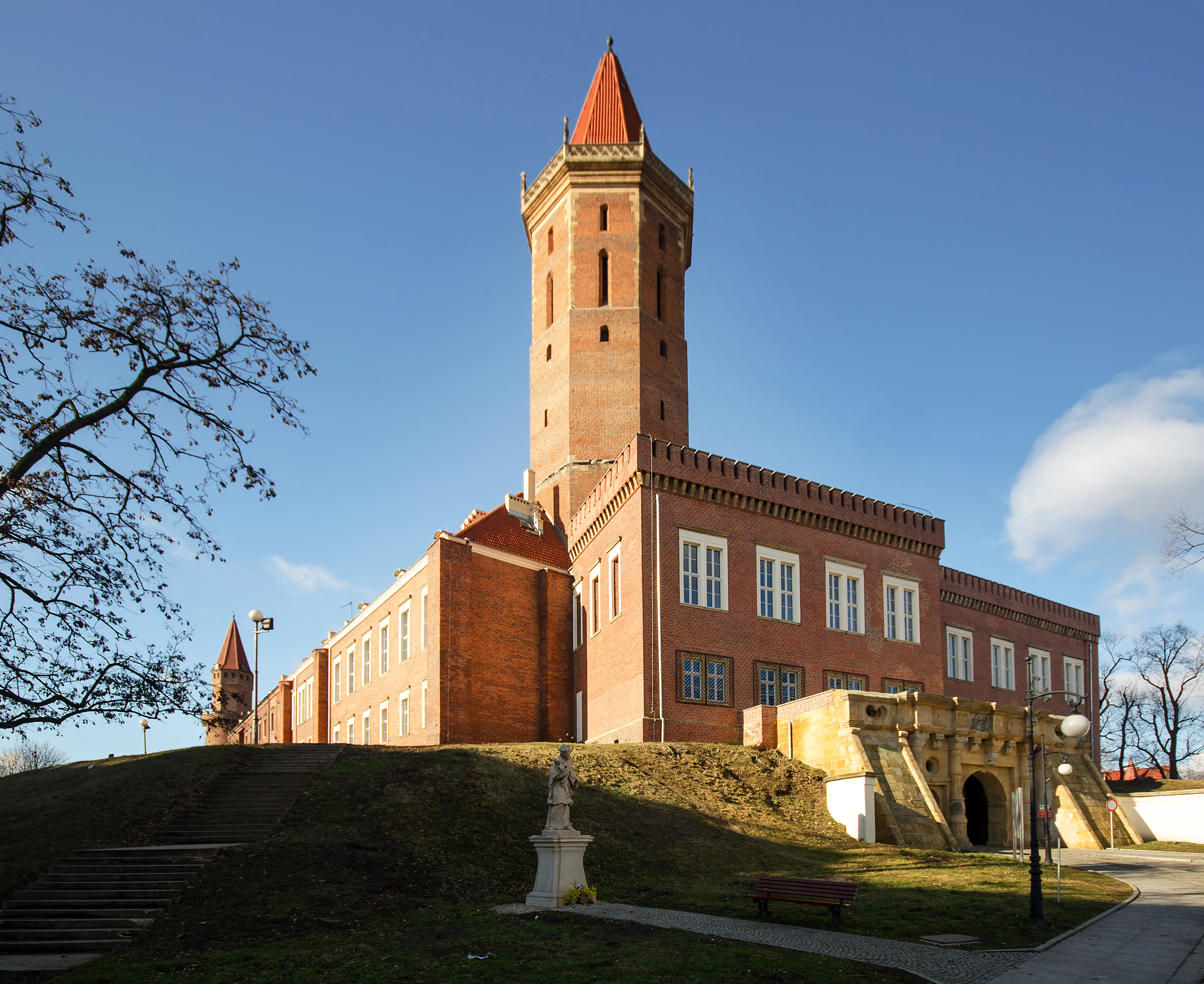
Wieża Piotra zabezpieczająca bramę zamkową
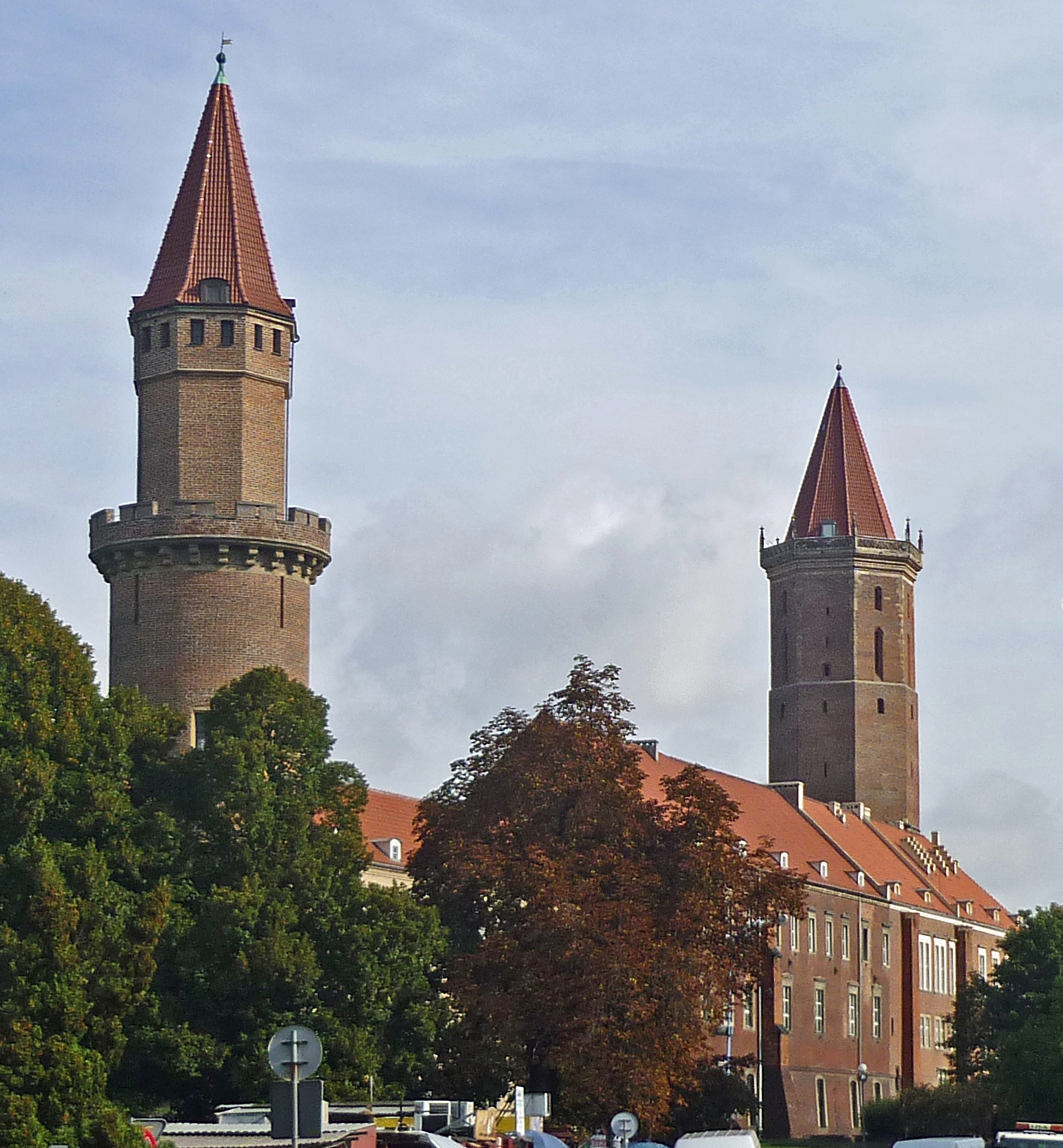
Wieża św. Jadwigi i wieża Piotra
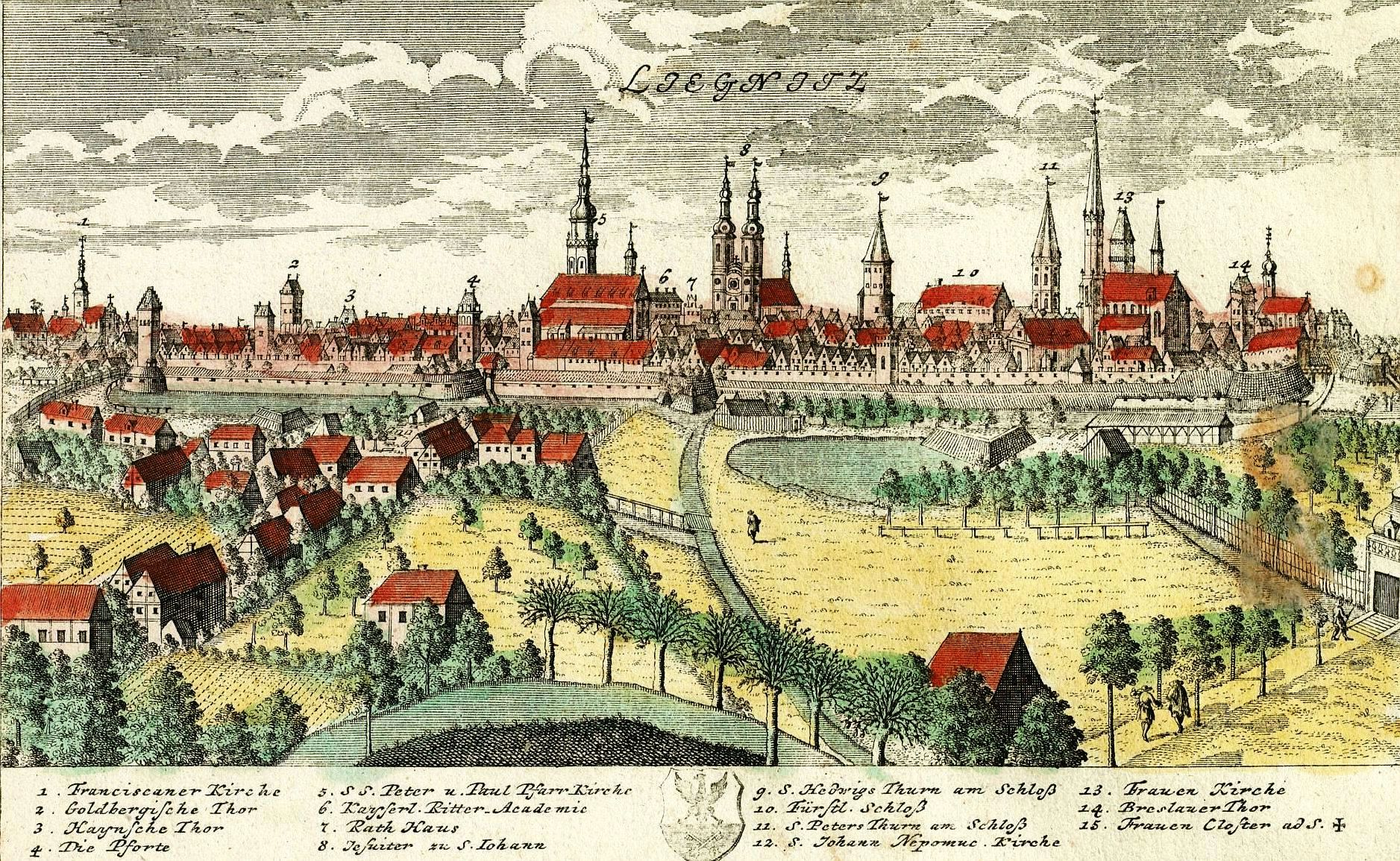
Zamek i miasto w 1738 r.
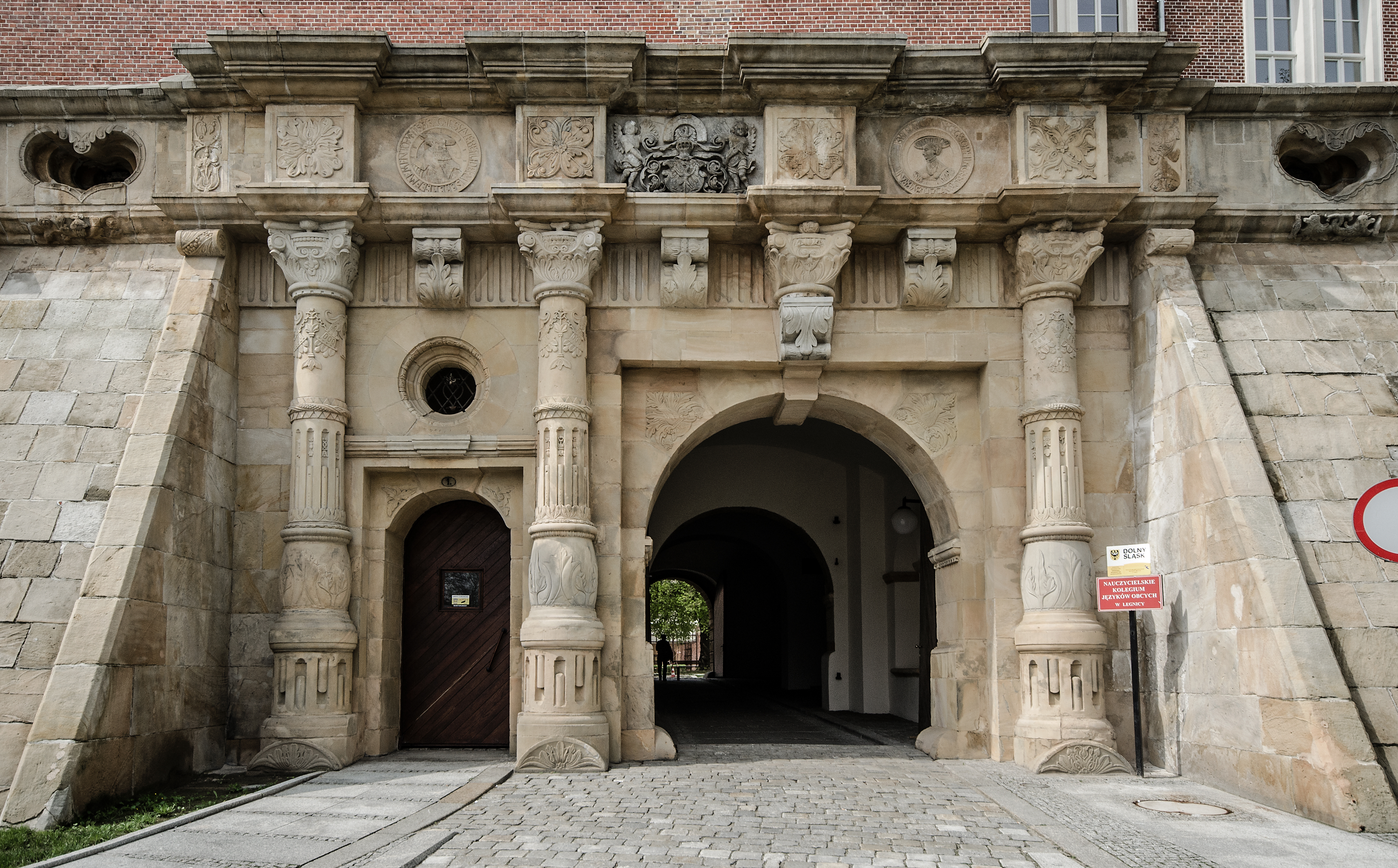
Brama z herbem Śląska i wizerunkami Fryderyka II i jego żony Zofii
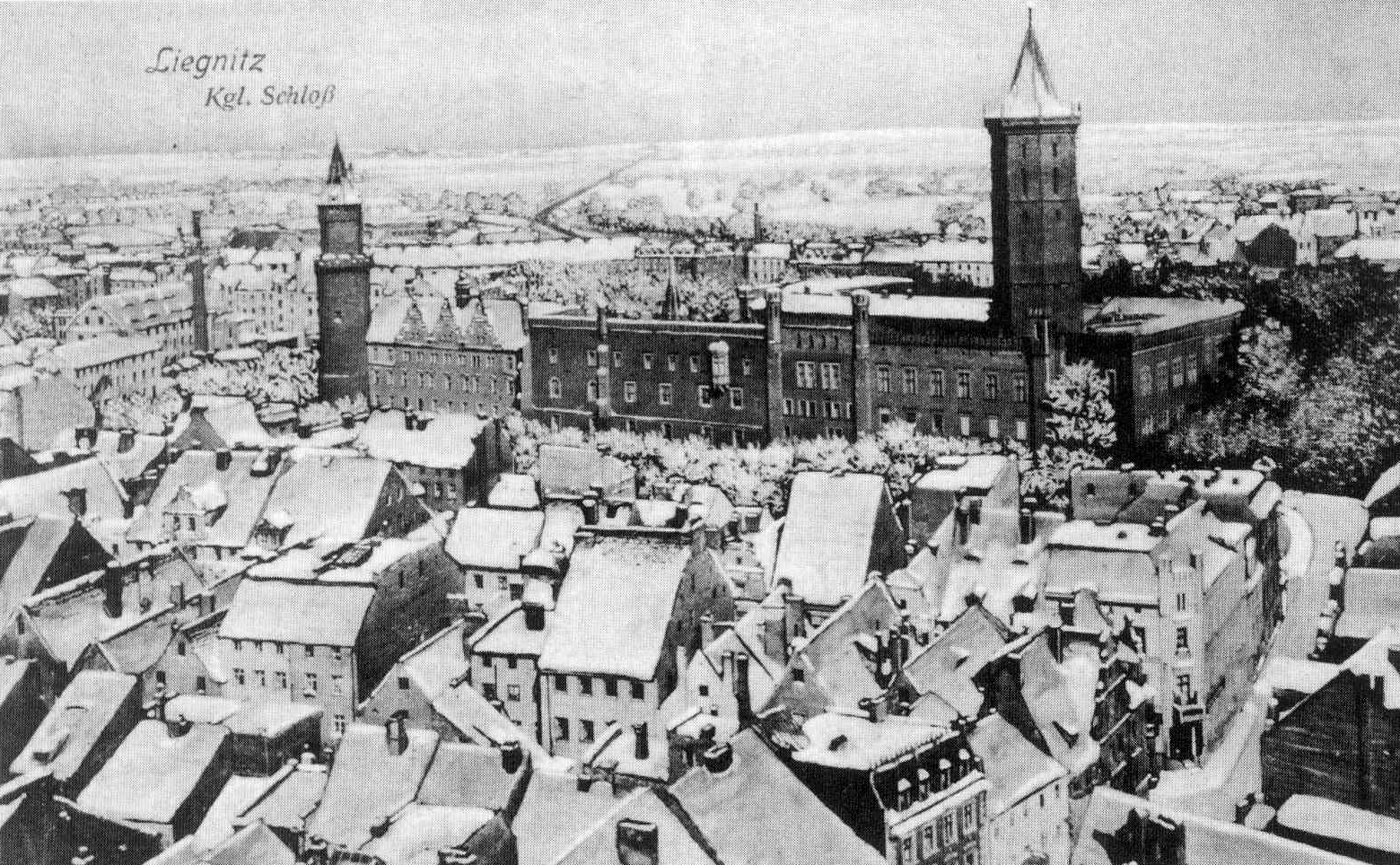
Zamek w zimie
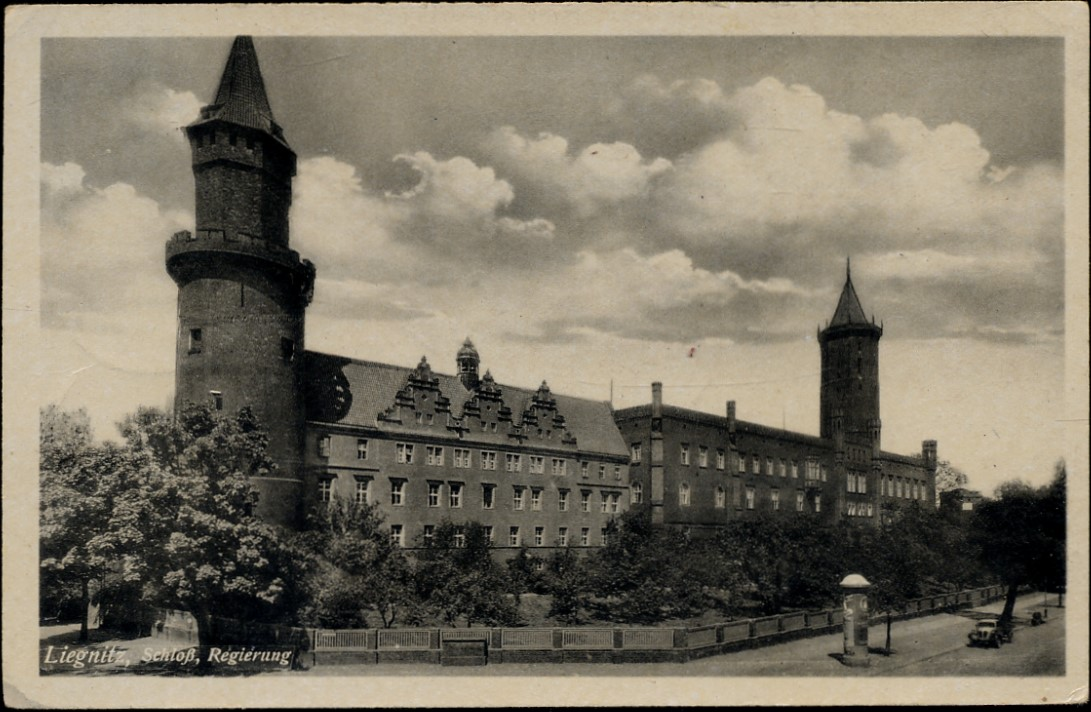
Widok zamku po przebudowie Cekhauzu w stylu neorenesansowym.
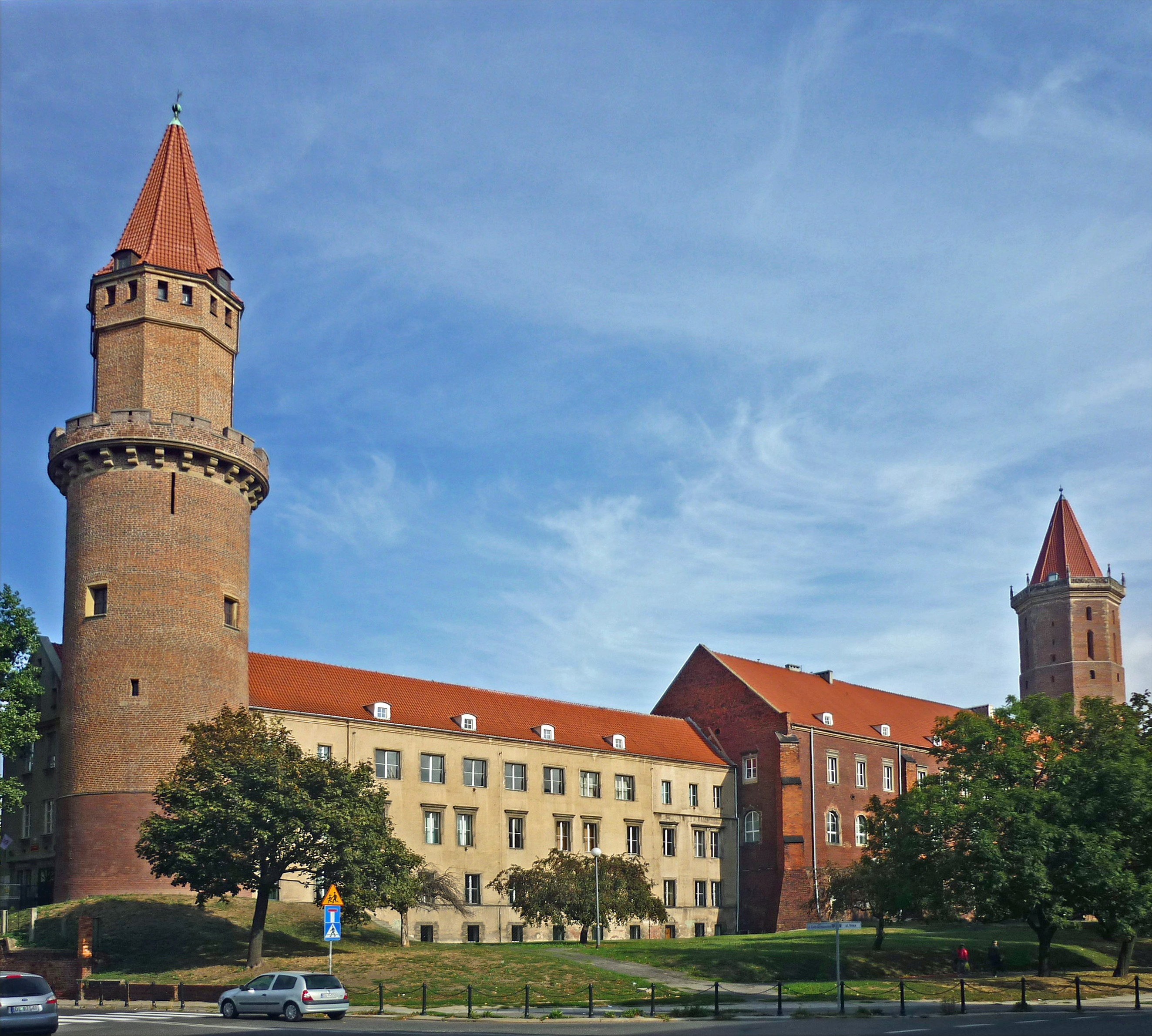
Wieża Jadwigi (L), arsenał, palatium, wieża Piotra (P)
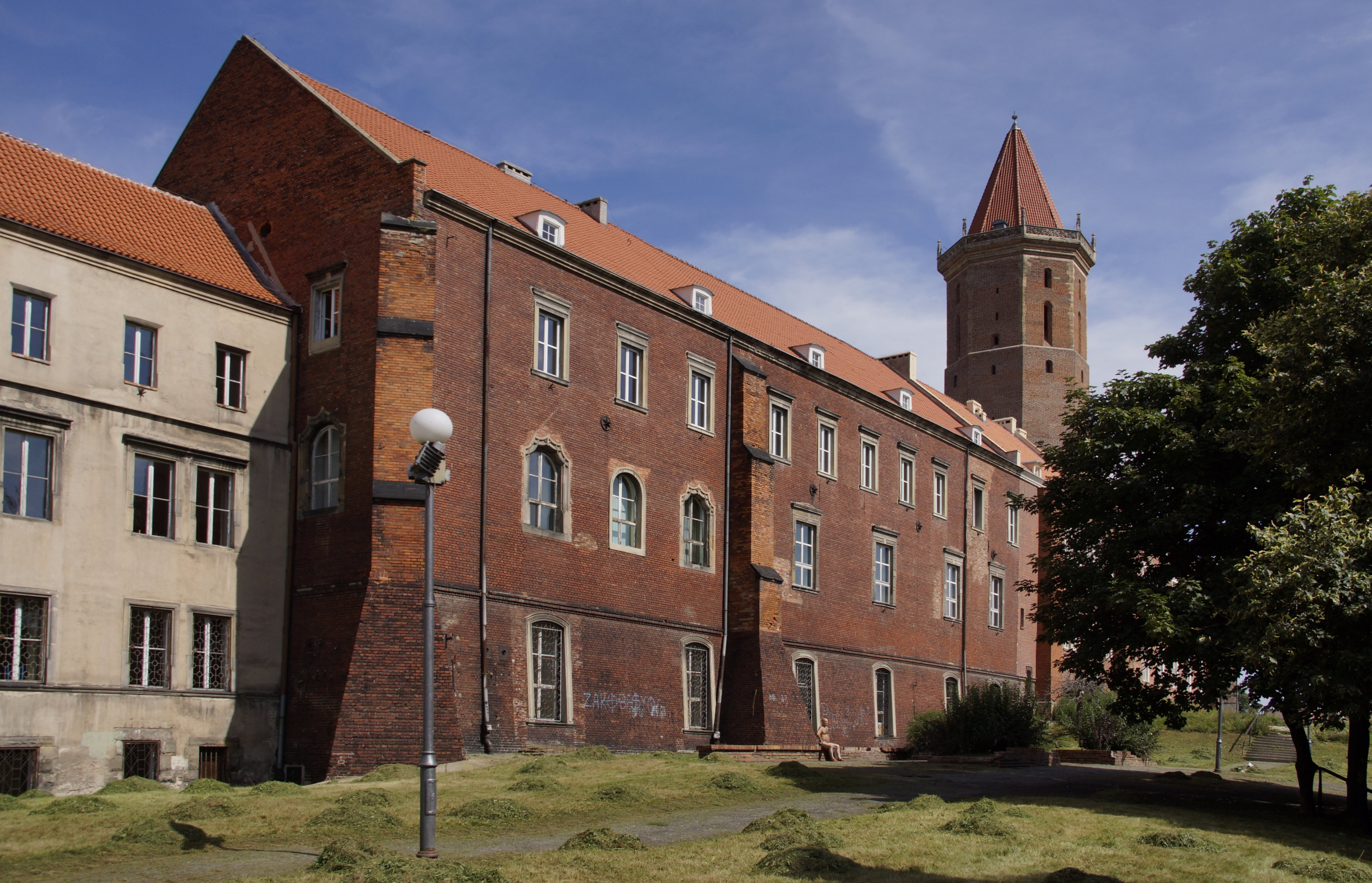
Palatium po przebudowie gotyckiej
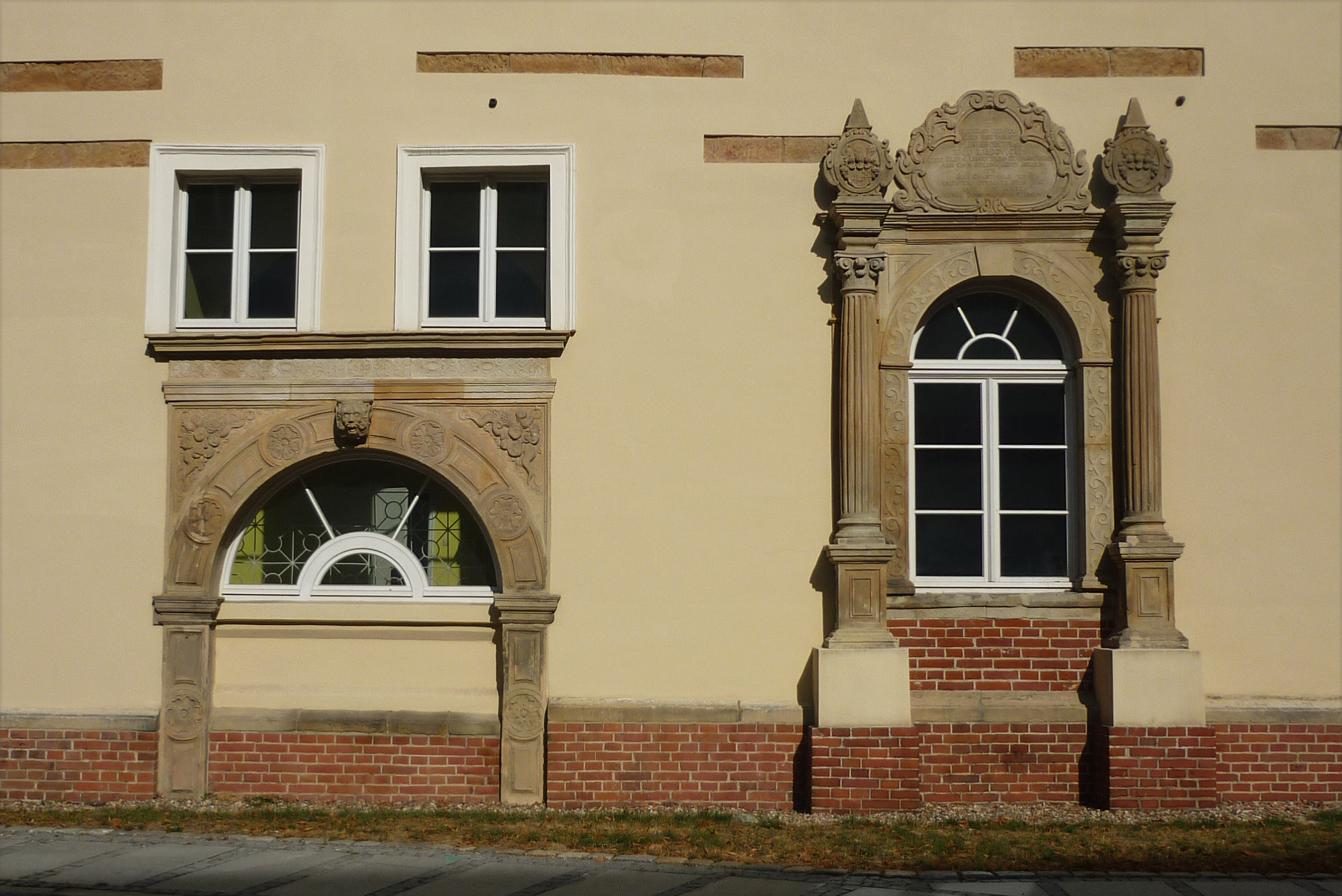
Portale: z XVI w. (L) i z 1658 (P) z herbami Ludwika IV i Anny
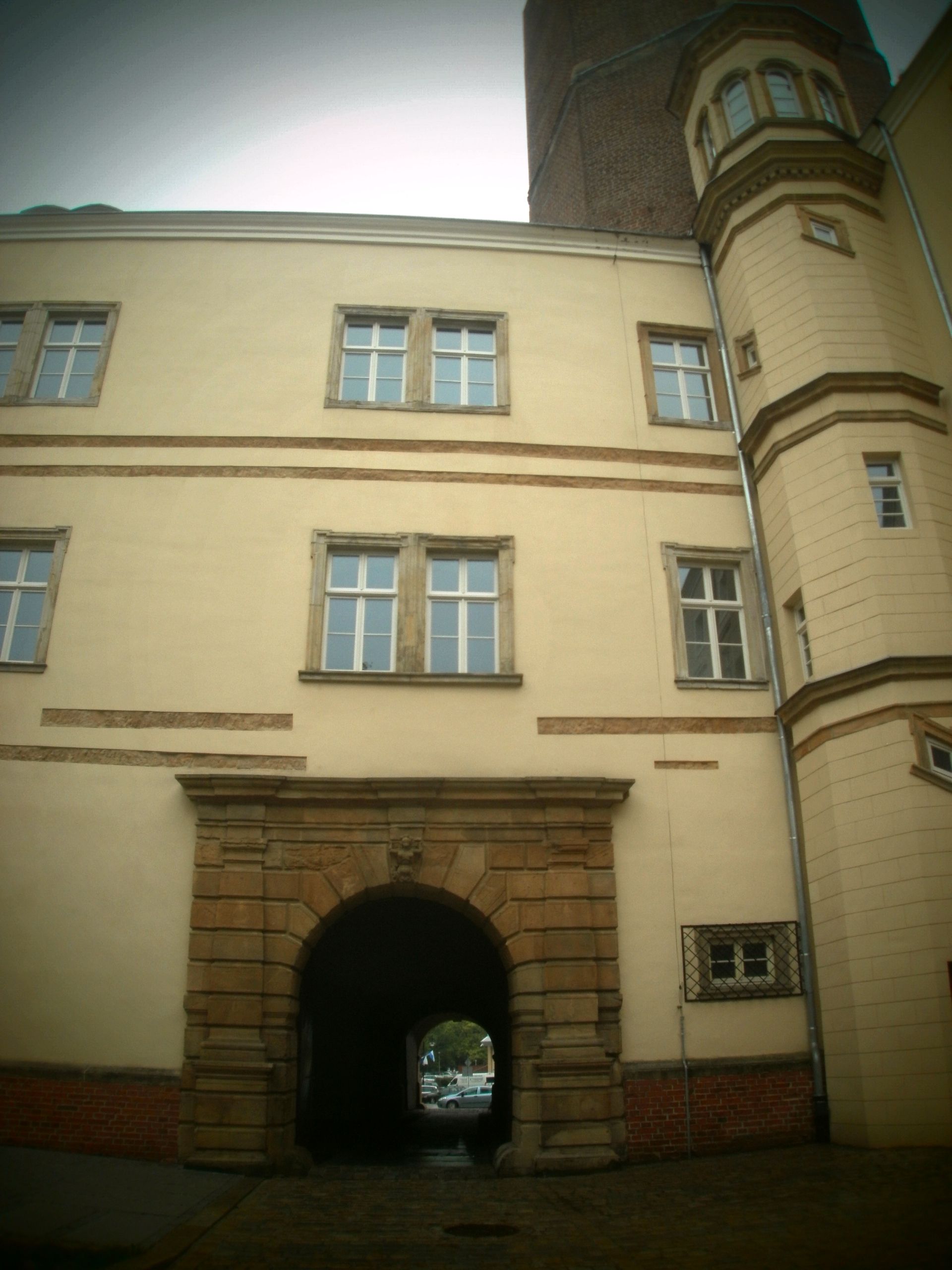
Brama od strony dziedzińca
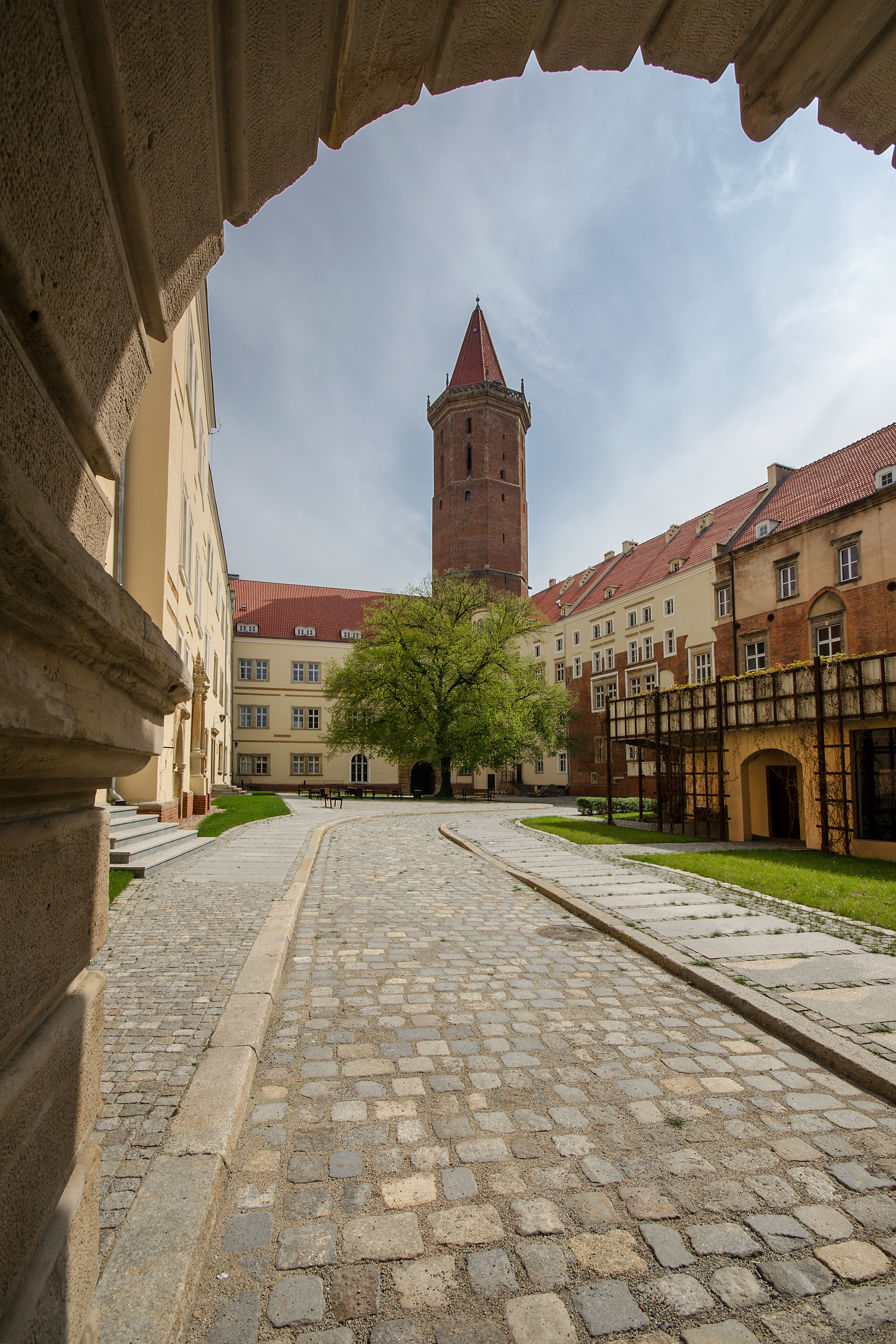
Dziedziniec zamkowy
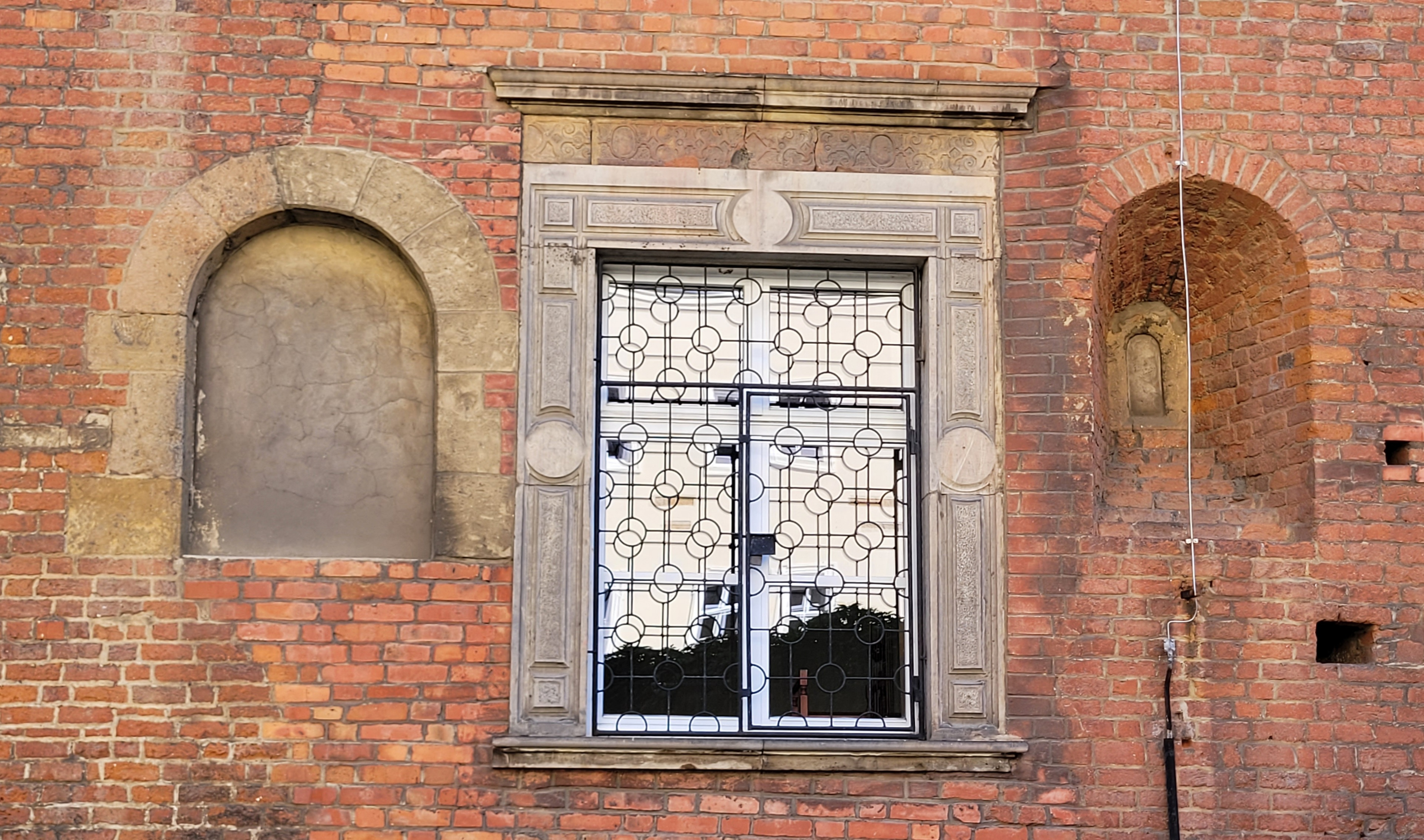
Romańskie okna i renesansowe okno między nimi na ścianie palatium
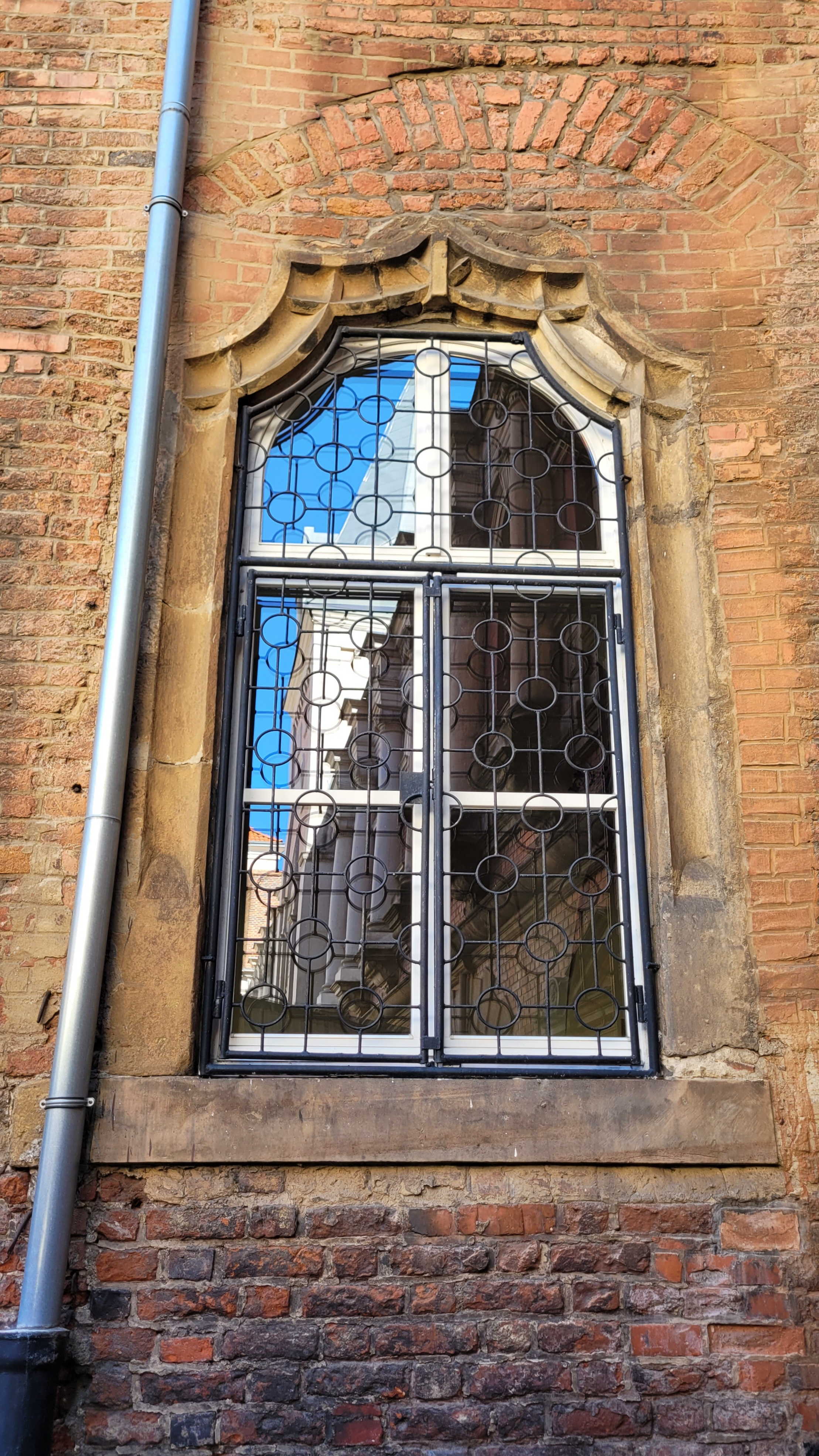
Gotyckie okno